# ゴールデンシックスティ
ゴールデンシックスティ（Golden Sixty 香:金鎗六十、2015年10月14日 - ）は、香港の競走馬。
2019 / 2020年シーズンに香港4歳三冠を達成した。2023年の香港チャンピオンズマイルを勝利した際、ウィンクスの記録を抜いて獲得賞金世界最高となった（現在の世界1位はロマンチックウォリアー）。
主な勝ち鞍は2020年香港4歳三冠、2020年・2021年・2023年の香港マイル、2021年・2023年の香港スチュワーズカップ、香港ゴールドカップ、2021年 - 2023年の香港チャンピオンズマイル3連覇。チャクイウ・ホーが一貫して騎乗した。

## 経歴

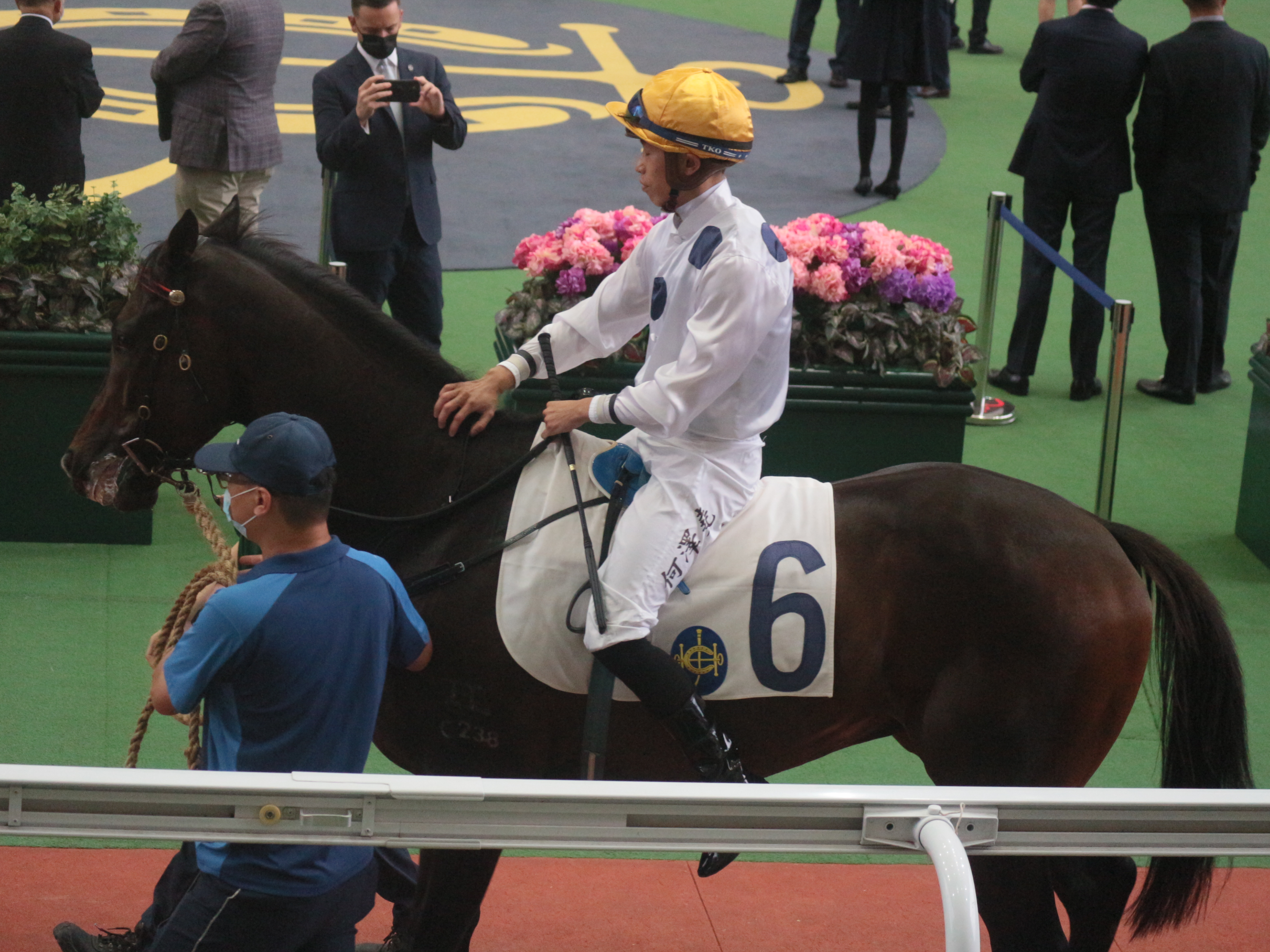
2020年9月27日、沙田競馬場

デビュー戦は2018/2019年シーズンの3月31日で、チャクイウ・ホー騎手を鞍上に据えてこれを快勝すると、その後のハンデ戦2戦も立て続けに勝利した。7月7日のシーズン最終戦こそ10着と大敗したが、2019/2020年シーズンに入ると再び連勝街道を歩み始めた。
2020年1月1日のチャイニーズクラブチャレンジカップ（G3）で初重賞制覇を飾ると、そのまま香港4歳クラシックシリーズに参戦、後方待機策で香港クラシックマイル（LR）・香港クラシックカップ（LR）の2戦を制した。そして、三冠の懸かった香港ダービー（LR）においても後方待機からの競馬を進め、第3コーナーに入ってからまくりをかけると、ゴール直前で穴馬プラヤデルプエンテをクビ差捕らえて優勝、2017年のラッパードラゴン以来の香港4歳三冠を達成した。

### 2020/2021年シーズン
2020/2021年シーズンの始動戦は9月27日のセレブレイションカップ（G3）で、ここでは同競走3連覇中であったビューティージェネレーションとの対決が注目された。この競走では116ポンド（約52.6キログラム）を背負ったゴールデンシックスティが、133ポンド（約60.3キログラム）を背負ったビューティージェネレーションを1馬身3/4差で破り、その連勝を伸ばした。
2020年11月22日、国際G2・ジョッキークラブマイルを勝利し、連勝記録を10に伸ばした。続く12月13日の香港マイル（G1）では再びビューティージェネレーションや、前年覇者のアドマイヤマーズらとの対決になり、この競走でゴールデンシックスティは中団後方に控える競馬で道中を進めていった。そして直線一気の差し切りで、2着馬サザンレジェンドに2馬身差をつける完勝で、G1初制覇を11連勝とともに記録した。
2021年1月24日、G1・香港スチュワーズカップに出走。断然の1番人気に応えてゴール前で差し切り優勝。G1連勝を果たすとともに12連勝を記録した。続く2月21日、距離延長で臨んだ香港ゴールドカップはフローレとの追い比べを制して優勝。G1を3連勝すると共に、連勝記録も13に伸ばした。さらに4月25日のチャンピオンズマイルでも同厩舎のモアザンティスをアタマ差抑えて優勝し、連勝記録を伸ばした。
5月に入って香港競馬の三冠最終戦である香港チャンピオンズ&チャターカップが間近に控えたが、2400メートル戦に対する距離不安からゴールデンシックスティは登録せず、三冠を見送った。その後7月13日に2020/2021年シーズンの年度表彰が行われ、ゴールデンシックスティは香港馬王（香港年度代表馬）・最優秀マイラー・最優秀中距離馬の3部門を受賞した。

### 2021/2022年シーズン
2021/2022年シーズンの始動戦は11月21日のジョッキークラブマイル（G2）。出走メンバーはサザンレジェンドなど、これまで香港のマイルG1で下した馬が大半であった。最後方からレースを進め、直線で外から追い抜いて勝利。連勝記録を15に伸ばした。
12月12日には香港マイル（G1）に出走。中団を追走すると直線で馬群の中を突き抜けて圧勝し連覇を飾った。
2022年1月23日、香港スチュワーズカップに連覇を狙って出走。ところが、2020年の同競走勝ち馬・ワイククに追い込みが届かず2着に敗れた。連勝記録は16で止まり、サイレントウィットネスが記録した17連勝の最高記録にあと1勝届かなかった。陣営は敗因に最内枠と序盤のリズムの悪さを挙げている。
続く2月20日の香港ゴールドカップでも3着に敗れたが、4月3日のチェアマンズトロフィー（G2）を制して、4月24日のチャンピオンズマイルに出走。好スタートを切ると、馬群後方を追走。最後の直線でムチを入れ、加速するとそのまま押し切ってチャンピオンズマイル連覇を達成、GI6勝目を挙げた。
その後は6月5日に東京競馬場で行われる安田記念（GI）へ向け、陣営は参戦の意思を表し予備登録を行ったが、中間の過程で熱中症を発症したため、遠征を断念した。
7月17日、前シーズンに続き年度代表馬に選出された。最優秀マイラー部門とあわせて2部門での受賞となった。

### 2022/2023年シーズン
始動戦となった11月20日のジョッキークラブマイル（G2）に勝利すると、史上2頭目の3連覇を目指して12月の香港マイルに出走。1番人気に推されるも、最後の直線で先に抜け出していた地元馬のカリフォルニアスパングルを捉えることが出来ず、カリフォルニアスパングルからクビ差の2着に敗れた。
翌年は香港スチュワーズカップに出走し勝利、更に香港ゴールドカップでも2000mを得意とするロマンティックウォリアーらを相手に勝利し、2020/2021シーズン以来の香港二冠を達成した。
4月30日、チャンピオンズマイルを出走。直線で抜け出すと他馬の追撃をかわして勝利。獲得賞金は1億4793万600香港ドル（約25億7000万円）になり、オーストラリアのウィンクスを超えて世界一となった。
その後は2022/2023年シーズンの出走を取り止め、現役を続投することが発表された。
7月14日、2022/2023年シーズンの年度代表馬に選出された。3季連続の香港馬王選出は史上初である。同時に、最優秀マイラー部門も3季連続で受賞した。

### 2023/2024年シーズン
12月に入り、オーナーサイドより残り3戦での引退と、ラストランに翌春のチャンピオンズマイルを予定している旨が発表された。
12月10日、香港マイルに出走。欧州勢に追尾する形で中団を走ると直線残り300mで先頭に立ち、後続の追撃を許さぬまま勝利。GI10勝目を挙げると共に、獲得賞金を1億6585万600香港ドル（約29億1000万円）に伸ばした。続く1月のスチュワーズカップに出走予定であったが、軽度の脚部不安が認められたため同レースを回避することとなった。4か月休養ののち、2024年4月28日のチャンピオンズマイルでは道中好位でレースを進めるも直線で伸びを欠いて4着に敗れ、4連覇はならなかった。
陣営は本馬の去就について2024/2025年シーズンに入ってから決定するとしたが、9月5日に地元紙の星島日報が本馬の現役引退を報道。同月13日、香港ジョッキークラブより正式に引退が発表された。デビューから、引退戦となったチャンピオンズマイルまで全31戦を香港・シャティン競馬場でのみ出走。競走馬として世界記録となる1億6717万香港ドル(約30億1800万円)の賞金を獲得。香港ジョッキークラブは、9月22日にシャティンで開催されるセレブレーションカップにおいて、引退セレモニーが開催された。セレモニーでは功績を称え、馬主のスタンリー・チャンにも生涯功労賞が贈られた。引退後はオーストラリアでの検疫を経て、日本へ輸送された。
2025年2月8日、繋養先となる北海道苫小牧市のノーザンホースパークに到着した。今後は安全を考慮して馬の様子を伺いつつ、一般にも公開される。

## 競走成績
以下の内容は、netkeiba.comおよびウマニティの情報に基づく。
| 競走日     | 競馬場 | 競走名            | 格 | 距離（馬場）    | 頭 数 | 枠 番 | 馬 番 | オッズ （人気） | 着順 | タイム （上がり3F） | 着差  | 騎手      | 斤量 [kg] | 1着馬（2着馬）         | 馬体重 [kg] |
| ---------- | ------ | ----------------- | -- | --------------- | ----- | ----- | ----- | --------------- | ---- | ------------------- | ----- | --------- | --------- | ---------------------- | ----------- |
| 2019.03.31 | 沙田   | ハンデ戦          |    | 芝1200m（良）   | 8     | 2     | 5     | 002.70（1人）   | 01着 | R1:09.56            | -0.24 | 0C.Y.ホー | 55.5      | （Shining Ace）        | 499         |
| 0000.04.28 | 沙田   | ハンデ戦          |    | 芝1200m（良）   | 14    | 12    | 13    | 002.90（2人）   | 01着 | R1:09.03            | -0.06 | 0C.Y.ホー | 52.5      | （Lockheed）           | 488         |
| 0000.06.08 | 沙田   | ハンデ戦          |    | 芝1200m（良）   | 10    | 3     | 8     | 001.80（1人）   | 01着 | R1:09.09            | -0.08 | 0C.Y.ホー | 55        | （Mr Croissant）       | 484         |
| 0000.07.07 | 沙田   | ハンデ戦          |    | 芝1400m（良）   | 11    | 1     | 4     | 002.50（1人）   | 10着 | R1:21.88            | -0.30 | 0C.Y.ホー | 58        | Star Performance       | 493         |
| 0000.09.01 | 沙田   | ハンデ戦          |    | 芝1200m（良）   | 9     | 8     | 3     | 004.70（2人）   | 01着 | R1:08.47            | -0.19 | 0C.Y.ホー | 59        | （Mr Croissant）       | 481         |
| 0000.10.20 | 沙田   | ハンデ戦          |    | 芝1400m（良）   | 13    | 1     | 11    | 002.40（1人）   | 01着 | R1:20.29            | -0.19 | 0C.Y.ホー | 52.5      | （Encouraging）        | 486         |
| 0000.11.23 | 沙田   | ハンデ戦          |    | 芝1400m（良）   | 14    | 5     | 1     | 001.90（1人）   | 01着 | R1:21.01            | -0.18 | 0C.Y.ホー | 60        | （Lucky Hero）         | 483         |
| 2020.01.01 | 沙田   | チャイニーズCC    | G3 | 芝1400m（良）   | 8     | 4     | 8     | 001.60（1人）   | 01着 | R1:20.70            | -0.31 | 0C.Y.ホー | 52.5      | （Fat Turtle）         | 485         |
| 0000.01.27 | 沙田   | 香港クラシックM   | L  | 芝1600m（良）   | 9     | 4     | 1     | 001.80（1人）   | 01着 | R1:33.61            | -0.19 | 0C.Y.ホー | 57        | （More Than This）     | 480         |
| 0000.02.23 | 沙田   | 香港クラシックC   | L  | 芝1800m（良）   | 10    | 7     | 1     | 002.20（1人）   | 01着 | R1:45.88            | -0.11 | 0C.Y.ホー | 57        | （Champion'Way）       | 486         |
| 0000.03.22 | 沙田   | 香港ダービー      | L  | 芝2000m（良）   | 14    | 9     | 1     | 001.70（1人）   | 01着 | R2:00.15            | -0.04 | 0C.Y.ホー | 57        | （Playa Del Puente）   | 484         |
| 0000.09.27 | 沙田   | セレブレイションC | G3 | 芝1400m（良）   | 11    | 2     | 6     | 001.80（1人）   | 01着 | R1:20.54            | -0.30 | 0C.Y.ホー | 52.5      | (Beauty Generation）   | 495         |
| 0000.10.18 | 沙田   | シャティンT       | G2 | 芝1600m（良）   | 12    | 6     | 4     | 001.30（1人）   | 01着 | R1:33.37            | -0.09 | 0C.Y.ホー | 55.5      | （Ka Ying Star）       | 499         |
| 0000.11.22 | 沙田   | ジョッキークラブM | G2 | 芝1600m（良）   | 7     | 1     | 2     | 001.10（1人）   | 01着 | R1:32.91            | -0.24 | 0C.Y.ホー | 55.5      | （Ka Ying Star）       | 501         |
| 0000.12.13 | 沙田   | 香港マイル        | G1 | 芝1600m（良）   | 10    | 7     | 2     | 001.30（1人）   | 01着 | R1:33.45            | -0.34 | 0C.Y.ホー | 57        | （Southern Legend）    | 500         |
| 2021.01.24 | 沙田   | 香港スチュワーズC | G1 | 芝1600m（良）   | 8     | 6     | 1     | 001.20（1人）   | 01着 | R1:33.35            | -0.03 | 0C.Y.ホー | 57        | （Southern Legend）    | 493         |
| 0000.02.21 | 沙田   | 香港ゴールドC     | G1 | 芝2000m（良）   | 7     | 4     | 1     | 001.30（1人）   | 01着 | R2:00.25            | -0.01 | 0C.Y.ホー | 57        | （Furore）             | 500         |
| 0000.04.25 | 沙田   | チャンピオンズM   | G1 | 芝1600m（良）   | 6     | 5     | 1     | 001.20（1人）   | 01着 | R1:33.45            | -0.04 | 0C.Y.ホー | 57        | （More Than This）     | 496         |
| 0000.11.21 | 沙田   | ジョッキークラブM | G2 | 芝1600m（良）   | 7     | 7     | 1     | 001.10（1人）   | 01着 | R1:34.55            | -0.15 | 0C.Y.ホー | 58        | （Waikuku）            | 503         |
| 0000.12.12 | 沙田   | 香港マイル        | G1 | 芝1600m（良）   | 11    | 2     | 1     | 001.30（1人）   | 01着 | R1:33.86            | -0.29 | 0C.Y.ホー | 57        | （More Than This）     | 506         |
| 2022.01.23 | 沙田   | 香港スチュワーズC | G1 | 芝1600m（良）   | 7     | 1     | 1     | 001.00（1人）   | 02着 | R1:34.96            | -0.14 | 0C.Y.ホー | 57        | Waikuku                | 507         |
| 0000.02.20 | 沙田   | 香港ゴールドC     | G1 | 芝2000m（稍）   | 10    | 10    | 1     | 001.40（1人）   | 03着 | R2:04.98            | -0.87 | 0C.Y.ホー | 57        | Russian Emperor        | 513         |
| 0000.04.03 | 沙田   | チェアマンズT     | G2 | 芝1600m（良）   | 12    | 1     | 1     | 001.60（1人）   | 01着 | R1:32.96            | -0.32 | 0C.Y.ホー | 58        | （Russian Emperor）    | 512         |
| 0000.04.24 | 沙田   | チャンピオンズM   | G1 | 芝1600m（良）   | 8     | 2     | 1     | 001.40（1人）   | 01着 | R1:32.81            | -0.33 | 0C.Y.ホー | 57        | （California Spangle） | 513         |
| 0000.11.20 | 沙田   | ジョッキークラブM | G2 | 芝1600m（良）   | 7     | 6     | 1     | 002.00（2人）   | 01着 | R1:34.02            | -0.04 | 0C.Y.ホー | 58        | （California Spangle） | 509         |
| 0000.12.11 | 沙田   | 香港マイル        | G1 | 芝1600m（良）   | 9     | 4     | 1     | 001.50（1人）   | 02着 | R1:33.48            | -0.07 | 0C.Y.ホー | 57        | California Spangle     | 512         |
| 2023.01.29 | 沙田   | 香港スチュワーズC | G1 | 芝1600m（良）   | 7     | 2     | 1     | 002.50（2人）   | 01着 | R1:33.99            | -0.16 | 0C.Y.ホー | 57        | (Romantic Warrior)     | 513         |
| 0000.02.26 | 沙田   | 香港ゴールドC     | G1 | 芝2000m（良）   | 7     | 4     | 1     | 002.30（2人）   | 01着 | R1:59.98            | -0.04 | 0C.Y.ホー | 57        | (Romantic Warrior)     | 513         |
| 0000.04.30 | 沙田   | チャンピオンズM   | G1 | 芝1600m（良）   | 8     | 6     | 1     | 001.40（1人）   | 01着 | R1:33.34            | -0.25 | 0C.Y.ホー | 57        | （Beauty Joy）         | 506         |
| 0000.12.10 | 沙田   | 香港マイル        | G1 | 芝1600m（良）   | 14    | 14    | 1     | 002.30（1人）   | 01着 | R1:34:10            | -0.23 | 0C.Y.ホー | 57        | （Voyage Bubble）      | 510         |
| 2024.04.28 | 沙田   | チャンピオンズM   | G1 | 芝1600m（稍重） | 11    | 7     | 1     | 001.5（1人）    | 04着 | R1:35.04            | 0.52  | 0C.Y.ホー | 57        | Beauty Eternal         | 513         |

## 血統表
| ゴールデンシックスティの血統           | ゴールデンシックスティの血統                      | ゴールデンシックスティの血統                      | （血統表の出典）                                  | （血統表の出典） |
| 父系                                   | サドラーズウェルズ系                              | サドラーズウェルズ系                              | サドラーズウェルズ系                              | [ § 2 ]          |
| 父 Medaglia d'Oro アメリカ 黒鹿毛 1999 | 父の父El Prado アイルランド 芦毛 1989             | Sadler's Wells                                    | Northern Dancer                                   | Northern Dancer  |
| 父 Medaglia d'Oro アメリカ 黒鹿毛 1999 | 父の父El Prado アイルランド 芦毛 1989             | Sadler's Wells                                    | Fairy Bridge                                      |                  |
| 父 Medaglia d'Oro アメリカ 黒鹿毛 1999 | 父の父El Prado アイルランド 芦毛 1989             | Lady Capulet                                      | Sir Ivor                                          | Sir Ivor         |
| 父 Medaglia d'Oro アメリカ 黒鹿毛 1999 | 父の父El Prado アイルランド 芦毛 1989             | Lady Capulet                                      | Cap and Bells                                     |                  |
| 父 Medaglia d'Oro アメリカ 黒鹿毛 1999 | 父の母Cappucino Bay アメリカ 鹿毛 1989            | Bailjumper                                        | Damascus                                          | Damascus         |
| 父 Medaglia d'Oro アメリカ 黒鹿毛 1999 | 父の母Cappucino Bay アメリカ 鹿毛 1989            | Bailjumper                                        | Court Circuit                                     |                  |
| 父 Medaglia d'Oro アメリカ 黒鹿毛 1999 | 父の母Cappucino Bay アメリカ 鹿毛 1989            | Dubbed In                                         | Silent Screen                                     | Silent Screen    |
| 父 Medaglia d'Oro アメリカ 黒鹿毛 1999 | 父の母Cappucino Bay アメリカ 鹿毛 1989            | Dubbed In                                         | Society Singer                                    |                  |
| 母 Gaudeamus アメリカ 鹿毛 2004        | 母の父Distorted Humor アメリカ 栗毛 1993          | *フォーティナイナー Forty Niner                   | Mr. Prospector                                    | Mr. Prospector   |
| 母 Gaudeamus アメリカ 鹿毛 2004        | 母の父Distorted Humor アメリカ 栗毛 1993          | *フォーティナイナー Forty Niner                   | File                                              |                  |
| 母 Gaudeamus アメリカ 鹿毛 2004        | 母の父Distorted Humor アメリカ 栗毛 1993          | Danzig's Beauty                                   | Danzig                                            | Danzig           |
| 母 Gaudeamus アメリカ 鹿毛 2004        | 母の父Distorted Humor アメリカ 栗毛 1993          | Danzig's Beauty                                   | Sweetest Chant                                    |                  |
| 母 Gaudeamus アメリカ 鹿毛 2004        | 母の母Leo's Lucky Lady アメリカ 鹿毛 1987         | Seattle Slew                                      | Bold Reasoning                                    | Bold Reasoning   |
| 母 Gaudeamus アメリカ 鹿毛 2004        | 母の母Leo's Lucky Lady アメリカ 鹿毛 1987         | Seattle Slew                                      | My Charmer                                        |                  |
| 母 Gaudeamus アメリカ 鹿毛 2004        | 母の母Leo's Lucky Lady アメリカ 鹿毛 1987         | Konafa                                            | Damascus                                          | Damascus         |
| 母 Gaudeamus アメリカ 鹿毛 2004        | 母の母Leo's Lucky Lady アメリカ 鹿毛 1987         | Konafa                                            | Royal Statute                                     |                  |
| 母系(F-No.)                            | (FN:22-b)                                         | (FN:22-b)                                         | (FN:22-b)                                         | [ § 3 ]          |
| 5代内の近親交配                        | Northern Dancer 4x5x5=12.50%、Damascus 4x4=12.50% | Northern Dancer 4x5x5=12.50%、Damascus 4x4=12.50% | Northern Dancer 4x5x5=12.50%、Damascus 4x4=12.50% | [ § 4 ]          |
| 出典                                   | 1. 2. 3. 4.                                       | 1. 2. 3. 4.                                       | 1. 2. 3. 4.                                       | 1. 2. 3. 4.      |